# Mimela circumcincta
Mimela circumcincta är en skalbaggsart som beskrevs av Hope 1842. Mimela circumcincta ingår i släktet Mimela och familjen Rutelidae. Utöver nominatformen finns också underarten M. c. derugata.